# فيل موني
فيل موني (بالإنجليزية: Phil Mooney)‏ هو لاعب اتحاد الرغبي أسترالي، ولد في 19 يناير 1965 في بريزبان في أستراليا.